# Tossicia
Tossicia – miejscowość i gmina we Włoszech, w regionie Abruzja, w prowincji Teramo.
Według danych na rok 2004 gminę zamieszkuje 1497 osób, 59,9 os./km².